# ATP Prag
Das ATP-Turnier in Prag (offiziell zuletzt Škoda Czech Open) war ein Herren-Tennisturnier. Es wurde von 1987 bis 1999 in der tschechischen Hauptstadt Prag auf Sand ausgetragen.

## Geschichte
Das Turnier war Teil der ATP World Series bzw. deren Nachfolgeserie ATP International Series. Veranstaltungsort war das Tennisplatzareal Tenisový areál Štvanice. Die Tschechen Marián Vajda, Karel Nováček und  Bohdan Ulihrach waren die drei einheimischen Turniersieger im Einzel.

## Siegerliste
Rekordsieger waren im Einzel mit jeweils zwei Titeln Karel Nováček und Sergi Bruguera sowie im Doppel Vojtěch Flégl, Karel Nováček, Daniel Vacek und Libor Pimek, die das Turnier ebenfalls zweimal gewinnen konnten.

### Einzel
| Jahr | Sieger             | Finalgegner            | Finalergebnis  |
| ---- | ------------------ | ---------------------- | -------------- |
| 1999 | Dominik Hrbatý     | Sláva Doseděl          | 6:2, 6:2       |
| 1998 | Fernando Meligeni  | Sláva Doseděl          | 6:1, 6:4       |
| 1997 | Cédric Pioline     | Bohdan Ulihrach        | 6:2, 5:7, 7:64 |
| 1996 | Jewgeni Kafelnikow | Bohdan Ulihrach        | 7:5, 1:6, 6:3  |
| 1995 | Bohdan Ulihrach    | Javier Sánchez         | 6:2, 6:2       |
| 1994 | Sergi Bruguera (2) | Andrij Medwedjew       | 6:3, 6:4       |
| 1993 | Sergi Bruguera (1) | Andrei Tschesnokow     | 7:5, 6:4       |
| 1992 | Karel Nováček (2)  | Franco Davín           | 6:1, 6:1       |
| 1991 | Karel Nováček (1)  | Magnus Gustafsson      | 7:65, 6:2      |
| 1990 | Jordi Arrese       | Nicklas Kulti          | 7:63, 7:66     |
| 1989 | Marcelo Filippini  | Horst Skoff            | 7:5, 7:64      |
| 1988 | Thomas Muster      | Guillermo Pérez Roldán | 6:4, 5:7, 6:2  |
| 1987 | Marián Vajda       | Tomáš Šmíd             | 3:6, 6:3, 6:3  |

### Doppel
| Jahr | Sieger                                | Finalgegner                        | Finalergebnis |
| ---- | ------------------------------------- | ---------------------------------- | ------------- |
| 1999 | Martin Damm Radek Štěpánek            | Mark Keil Nicolás Lapentti         | 6:0, 6:2      |
| 1998 | Wayne Arthurs Andrew Kratzmann        | Fredrik Bergh Nicklas Kulti        | 6:1, 6:1      |
| 1997 | Mahesh Bhupathi Leander Paes          | Petr Luxa David Škoch              | 6:1, 6:1      |
| 1996 | Jewgeni Kafelnikow Daniel Vacek (2)   | Luis Lobo Javier Sánchez           | 6:3, 6:7, 6:3 |
| 1995 | Libor Pimek (2) Byron Talbot          | Jiří Novák David Rikl              | 7:5, 1:6, 7:6 |
| 1994 | Karel Nováček (2) Mats Wilander       | Tomáš Krupa Pavel Vízner           | kampflos      |
| 1993 | Hendrik Jan Davids Libor Pimek (1)    | Jorge Lozano Jaime Oncins          | 6:3, 7:6      |
| 1992 | Karel Nováček (1) Branislav Stankovič | Jonas Björkman Jon Ireland         | 7:5, 6:1      |
| 1991 | Vojtěch Flégl (2) Cyril Suk           | Libor Pimek Daniel Vacek           | 6:4, 6:2      |
| 1990 | Vojtěch Flégl (1) Daniel Vacek (1)    | George Cosac Florin Segărceanu     | 5:7, 6:4, 6:3 |
| 1989 | Jordi Arrese Horst Skoff              | Petr Korda Tomáš Šmíd              | 6:4, 6:4      |
| 1988 | Petr Korda Jaroslav Navrátil          | Thomas Muster Horst Skoff          | 7:5, 7:6      |
| 1987 | Miloslav Mečíř Tomáš Šmíd             | Stanislav Birner Jaroslav Navrátil | 6:3, 6:7, 6:3 |